# Isaac Gomez
Isaac Gomez (Pampanga, 3 juni 1934) is een voormalig Filipijns atleet. Gomez won twee maal goud met de 4x100 meter estafetteploeg op de Aziatische Spelen van 1958 en de Aziatische Spelen van 1962. Op de Aziatische Spelen van 1958 won hij bovendien brons op de 100 meter sprint. Gomez was Filipijns vlaggendrager op de Olympische Spelen van 1960 in Rome.

## Biografie
Isaac Gomez werd geboren op 3 juni 1934 in de Filipijnse provincie Pampanga. In 1958 won Gomez samen met Pedro Subido, Enrique Bautista en Inocencia Solis een gouden medaille op de 4x100 meter sprint op de Aziatische Spelen 1958 in Tokio. Individueel was er ook succes voor Gomez. Hij won een bronzen medaille op de 100 meter met een tijd van 11,1 sec ander de Japanner Kyohei Ushio (zilver) en de Pakistaan Abdul Khaliq (goud).
Twee jaar later was Gomez de Filipijnse vlaggendrager op de Olympische Spelen van 1960 in Rome. Hij liep ook daar de 100 meter en de 4x100 meter estafette. Met zijn tijd van 11,0 sec eindigde hij als vijfde in heat 2 van de 100 meter. Met de 4x100 meter estafette met Remegio Vista, Enrique Bautista en Rogelio Onofre liep Gomez met 41,55 sec de vierde tijd in heat 2, net niet voldoende om de halve finale te bereiken.
Bij de Aziatische Spelen 1962 in Tokio realiseerde Gomez op de 4x100 meter estafette samen met Remegio Vista, Claro Pellosis en Rogelio Onofre met 41,3 seconde een nog snellere tijd dan bij de Olympische Spelen. Gomez behaalde daarmee opnieuw zijn tweede gouden medaille op de Aziatische Spelen.
In 2016 werd Gomez opgenomen in de Philippine Sports Hall of Fame